# پارامسیوم بورساریا
پارامسیوم بورساریا (نام علمی: Paramecium bursaria) نام یک گونه از سرده پارامسی است.
این جاندار کوچک که ابعادی کمتر از نیم میلی‌متر دارد، به دلیل وجود صدها مژک در اطراف تنه‌اش، ظاهری کرکی دارد. این مژک‌ها مانند پارو عمل کرده و به پارامسیوم امکان حرکت می‌دهند.
این آب‌زی رنگ سبز متمایزش را مدیون همزیستی با گروهی از جلبک‌هاست، که zoochlorellae نام دارند. پارامسیوم با شنا کردن زیر نور آفتاب، نقش یک گلخانه سیار را برای این جلبک‌ها بازی می‌کند و در عوض این جلبک تک‌یاخته هم با فتوسنتز انرژی مورد نیاز هر دو جاندار را تأمین می‌کند.